# مریم کشاورز
مریم کشاورز (زاده ۱۹۷۵ در نیویورک، آمریکا) فیلمسازی ایرانی-آمریکایی است.

## زندگی‌نامه
کشاورز فارغ‌التحصیل رشته ادبیات فارسی از دانشگاه نورث وسترن است. همچنین او دارای مدرک کارشناسی در رشته ادبیات و مطالعات زنان از دانشگاه نورث وسترن و کارشناسی ارشد در رشته مطالعات خاور نزدیک از دانشگاه میشیگان است. فیلم کوتاه وی، روزی که مردم (El Día que morí)، برنده جایزه بهترین فیلم کوتاه از جشنواره فیلم برلین در سال ۲۰۰۶ شد.
فیلم شرایط به کارگردانی وی روز جمعه ۲۶ اوت ۲۰۱۱ در شهرهای لس آنجلس و نیویورک گشایش یافت. این فیلم که در جشنواره سینمای ساندنس در ماه ژانویه جایزه بهترین فیلم مورد پسند تماشاگران را دریافت کرد، داستانی براساس دلدادگی دو دختر نوجوان به یکدیگر در یک رابطه عاشقانه همجنسگرا و مشکلاتی که چنین رابطه‌ای در فضای فعلی ایران با آن مواجه است را به تصویر می‌کشد.

## فیلم‌شناسی
- رنگ عشق (۲۰۰۳)
- غیر قابل فروش (۲۰۰۶)
- روزی که من مردم (۲۰۰۶)
- شرایط (۲۰۱۱)
- باشگاه افعی (۲۰۱۸)
- نسخه ایرانی (۲۰۲۳)